# 馮聖世
馮聖世（1578年—？年），字道昌，號葵旭，四川省瀘州合江縣人，軍籍。

## 生平
丁丑十二月二十八日生，行一，治《詩經》，由學生中式己酉鄉試十六名舉人，年三十三歲中式萬曆三十八年庚戌科會試一百十一名，第三甲第一百九十一名進士。兵部觀政，授大理寺評事，陞寺副，四十三年陞右寺正，四十四年陞廬州府知府，丁艱。

## 家族
曾祖馮惠，鄉賓；祖父馮大選，儒官；父馮嵓，鉅鹿縣知县、勅封大理寺左評事；母王氏（勅封孺人）。具慶下，妻劉氏（贈孺人）、繼妻楊氏；李氏（勅封孺人）。弟馮名世（庠生）。子夢皐（庠生）；夢旦；夢呂；夢熊；夢康。